# Verbesina lloensis
Verbesina lloensis là một loài thực vật có hoa trong họ Cúc. Loài này được Hieron. miêu tả khoa học đầu tiên năm 1900.